# Troels II Munk
Troels II Munk (født 19. oktober 1944, død 23. juni 2023) var en dansk skuespiller, uddannet fra Statens Teaterskole i 1974. På tv medvirkede han bl.a. i serierne En by i provinsen, Landsbyen, Bryggeren, Strisser på Samsø, TAXA, Forsvar, Nikolaj og Julie og Forbrydelsen 1.
Det underlige II-tal i navnet skyldtes udelukkende hensyn til den 19 år ældre navnebror Troels Munk, der også var skuespiller. De medvirkede begge i afsnit 3 af tv-serien Bryggeren, hvor Troels Munk spillede Kong Christian den 8. og Troels II Munk spillede Asylbestyrer Holm.
Troels II Munk var desuden en aktiv quizzer, og flere gange endte han ved DM i quiz på topplaceringer. I 2015 blev han individuel Danmarksmester i quiz, og i 2012, 2013 og 2015 var han på det vindende hold ved Hold-DM.
Fra 1970'erne dannede han par med Pia Rosenbaum

## Filmografi
Spillefim
- Slægten (1978) – Nikolaj
- Suzanne og Leonard (1984) –
- Camping (1990) − Jørgen
- Det forsømte forår (1993) − Hernild
- Olsen-bandens sidste stik (1998) − Ministerieansat der skal begå indbrud
- Bornholms stemme (1999) – skibsmægler
- Grev Axel (2001) – tyk mand
- Et rigtigt menneske (2001) – Stromboli, ejer af skotøjsforretning
- Unge Andersen (2005) – Olsen
- Den Rette Ånd (2005) – Hr. Rasmussen
- Fidibus (2006) – Alf
- Bubbles (2006) – tjener
- Efter brylluppet (2006) – overtjener
- Smukke mennesker (2010) – stamkunden Kjeld
- Klassefesten 2 - Begravelsen (2014) – Lærkes far
- Jens Munk NordvestXpeditionen (2015) –

Serier
- En by i provinsen (1977-1980) – Anton
- Landsbyen (1991-1996) – storbonde
- Bryggeren (1996) – asylbestyrer Holm
- Strisser på Samsø (1997-1998) – borgmesteren
- TAXA (1997-1998) – dommer
- Hotellet (2002) – Palle
- Nikolaj og Julie (2002-2003) –
- Forsvar (2003-2004) – landsdommer Ulf Steenbeck
- Klovn (tv-serie) (2005-2018) - Troels
- Forbrydelsen 1 (2007) – Buchard